# Georges Dreyer

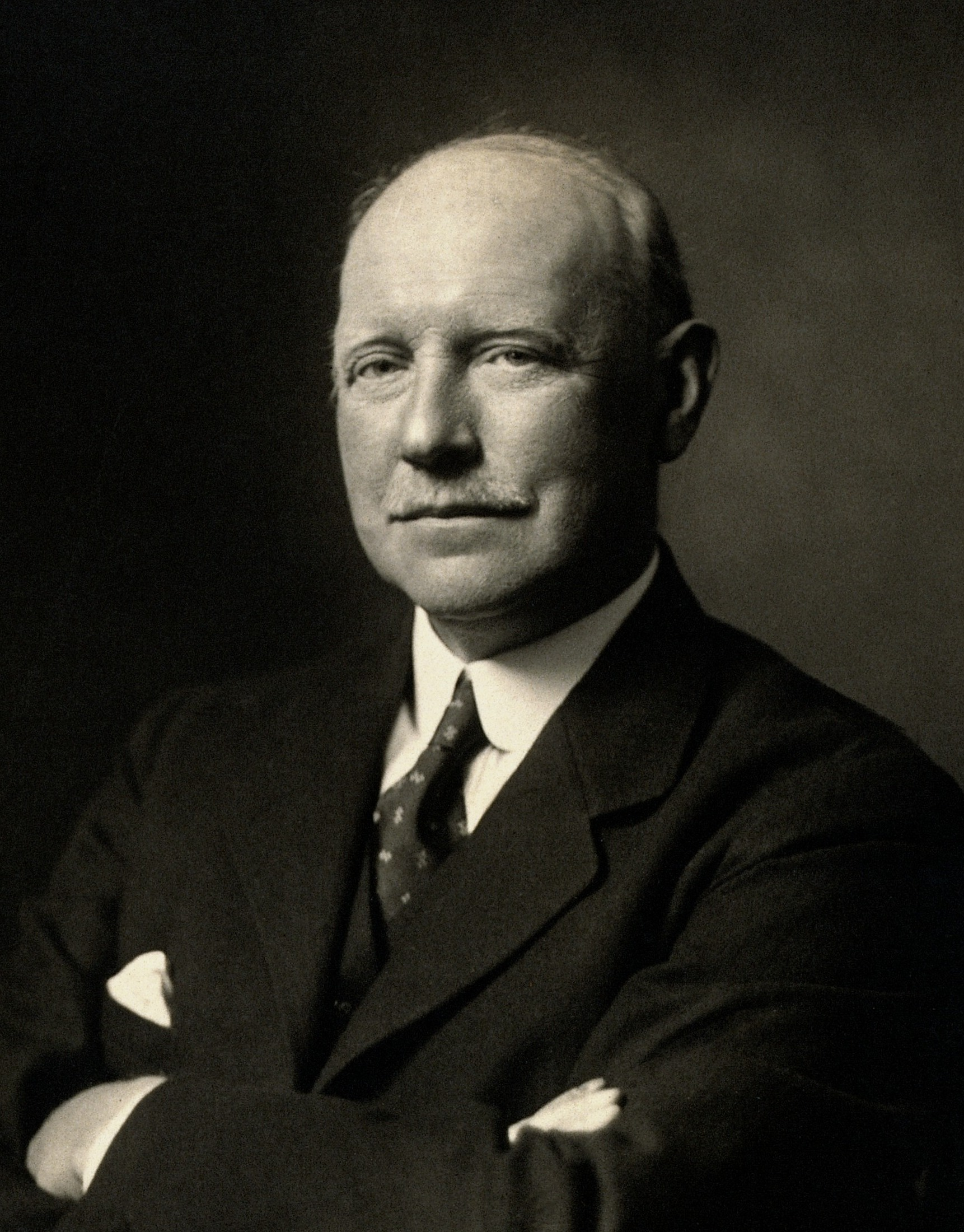
Georges Dreyer

Georges Dreyer (* 1873 in Shanghai; † 1934) war ein dänischer Arzt und Wissenschaftler.

## Leben
Zum Zeitpunkt seiner Geburt war sein Vater als Angehöriger der dänischen Marine in Shanghai stationiert. Im Jahr 1900 schloss er seine Ausbildung zum Arzt in Kopenhagen ab. Von 1907 bis 1934 war er Professor für Pathologie an der University of Oxford. Während des Ersten Weltkriegs war er höhenmedizinischer Berater der Royal Air Force. Später leitete er mehrere viel beachtete Druckkammerexperimente, die u. a. Grundlage für die Verwendung von mit Sauerstoff angereicherter Luft beim Bergsteigen waren. Seine Erkenntnisse wurden bei der Britischen Mount-Everest-Expedition 1922 genutzt.